# Zofia Klimańska
Zofia Klimańska (ur. 1812 w Furmaniszkach, zm. 3 czerwca 1870 w Warszawie) – polska publicystka, pisarka.

## Życiorys
Urodziła się w 1812 w Furmaniszkach dziedzicznej wsi ojcowskiej, jako córka Franciszka Chłopickiego podkomorzego kowieńskiego i jego żony Zofii z domu Miłejko. Miała starszą siostrę Annę zamężną za Maurycego Pozora.
Po śmierci ojca zamieszkała u swojej ciotki Anny Bagniewskiej w Wilnie, żonie ówczesnego prezydenta miasta. Obdarzona wieloma talentami artystycznymi. Uczyła się muzyki u Rennera z Wiednia oraz rysunku i malarstwa u Jana Rustema i Wańkowicza. Uchodziła za jedną z najpiękniejszych panien na Litwie. W wieku 17 lat została zaręczona z Lwem Siergiejewiczem Bajkowem. Małżeństwo nie doszło do skutku z powodu nagłej śmierci narzeczonego. Zofia Chłopicka została uwieczniona jako Panna w III części Dziadów Adama Mickiewicza. 
Wyszła za mąż za Adama Deszturga radcę stanu. W 1845 zamieszkała z Napoleonem Klimańskim, którego poślubiła w 1848 po śmierci męża. 
Pod wpływem swego męża całkowicie odmieniła swoje życie. Zbliżyła się do środowisk patriotycznych i rozpoczęła współpracę z wydawanym na własny koszt wileńskim „Pamiętnikiem Naukowo-Literackim”. Zamieszczała swoje prace pod różnymi pseudonimami m.in.: Zofia z Brzozówki, Alkar, Baltazar Milejko, Zofia Jaskółka. Publikowała gawędy krytycznoliterackie, utwory satyryczne, publicystykę, powieści. 
Napisała powieść w dwóch tomach Chorzy i zdrowi oraz opowiadania Człowiek niewidzialny, czyli Cudownym kapelusz.
Pod koniec grudnia 1850 władze carskie zamknęły czasopismo a jego pracownicy zostali aresztowani. Pod koniec stycznia następnego roku Zofia Klimańska została zesłana do Orenburga gdzie w następnym roku trafił również jej mąż Napoleon. Po powrocie w 1860 osiadła w majątku męża w Dydeliszkach w kowieńskiej guberni. Nie zaprzestała działalności dziennikarskiej. Pisała do „Kuriera Wileńskiego”, „Gazety Rolniczej”, „Tygodnika Illustrowanego”, „Rodziny”, „Opiekuna Domowego”, „L'Illustration”, „Siecle” i „Allgemeine Zeitung”. Utrzymywała w swoim majątku szkółkę elementarną dla osiemnaściorga dzieci oraz sfinansowała wykształcenie dla kilkorga dzieci w szkołach średnich i wyższych.
W kilka lat po powstaniu styczniowym wyjechała do Królestwa, zamieszkała w Warszawie gdzie zmarła 3 czerwca 1870, pochowana została na cmentarzu powązkowskim.